# Francisco Romero Marín
Pour les articles homonymes, voir Romero et Marín.
 (novembre 2021).
La mise en forme du texte ne suit pas les recommandations de Wikipédia : il faut le « wikifier ».
Les points d'amélioration suivants sont les cas les plus fréquents. Le détail des points à revoir est peut-être précisé sur la page de discussion.
- Les titres sont pré-formatés par le logiciel. Ils ne sont ni en capitales, ni en gras.
- Le texte ne doit pas être écrit en capitales (les noms de famille non plus), ni en gras, ni en italique, ni en « petit »…
- Le gras n'est utilisé que pour surligner le titre de l'article dans l'introduction, une seule fois.
- L'italique est rarement utilisé : mots en langue étrangère, titres d'œuvres, noms de bateaux, etc.
- Les citations ne sont pas en italique mais en corps de texte normal. Elles sont entourées par des guillemets français : « et ».
- Les listes à puces sont à éviter, des paragraphes rédigés étant largement préférés. Les tableaux sont à réserver à la présentation de données structurées (résultats, etc.).
- Les appels de note de bas de page (petits chiffres en exposant, introduits par l'outil «  Source ») sont à placer entre la fin de phrase et le point final[comme ça].
- Les liens internes (vers d'autres articles de Wikipédia) sont à choisir avec parcimonie. Créez des liens vers des articles approfondissant le sujet. Les termes génériques sans rapport avec le sujet sont à éviter, ainsi que les répétitions de liens vers un même terme.
- Les liens externes sont à placer uniquement dans une section « Liens externes », à la fin de l'article. Ces liens sont à choisir avec parcimonie suivant les règles définies. Si un lien sert de source à l'article, son insertion dans le texte est à faire par les notes de bas de page.
- La présentation des références doit suivre les conventions bibliographiques. Il est recommandé d'utiliser les modèles {{Ouvrage}}, {{Chapitre}}, {{Article}}, {{Lien web}} et/ou {{Bibliographie}}. Le mode d'édition visuel peut mettre en forme automatiquement les références.
- Insérer une infobox (cadre d'informations à droite) n'est pas obligatoire pour parachever la mise en page.

Pour une aide détaillée, merci de consulter Aide:Wikification.
Si vous pensez que ces points ont été résolus, vous pouvez retirer ce bandeau et améliorer la mise en forme d'un autre article.
Francisco Romero Marín (Nerva, 23 mars 1915 – Madrid, 16 mars 1998) est un homme politique et militaire espagnol, d'idéologie communiste. Pendant la Guerre civile espagnole, il a été officier de l'Armée républicaine, et a commandé différentes unités. Membre du Parti communiste d'Espagne (PCE), il s'est illustré comme dirigeant antifranquiste pendant la dictature de Franco.

## Biographie
Né à Nerva en 1915, il travaille d'abord dans l'agriculture et comme mineur à Rio Tinto. Membre de l'UGT, il milite au PSOE jusqu'en 1935. L'année suivante, il entre au Parti communiste espagnol (PCE).
Après le début de la Guerre civile, il rejoint les forces républicaines et part à Madrid. Il a commandé diverses unités militaires, telles que la 68e Brigade Mixte. Lors de l'Offensive de Catalogne il commandait la.30ª Division de l'Armée républicaine. Au début de 1939, il obtient le grade de Lieutenant colonel. Après la chute de la Catalogne, il franchit la frontière française avec le reste de l'Armée républicaine, mais rentre ensuite en Espagne avec le général Hidalgo de Cisneros et d'autres chefs républicains.
Il part en exil en Algérie française puis en Union Soviétique. Comme d'autres anciens officiers républicains, Romarin Martín a assisté aux cours de l'Académie Militaire Frounze où il a reçu une formation d'officier, obtenant le grade de colonel dans l'Armée soviétique, avant de devenir professeur de l'Académie. La Seconde Guerre mondiale terminée, il part en France, où il dirige un Service d'Information Spéciale, dépendante du Secrétariat du PCE. En 1954, il devient membre du Comité Central du PCE. Considéré comme un membre de la ligne dure, quelques-uns l'ont signalé comme étant un chef militaire du PCE.
Il s'est ensuite introduit en Espagne franquiste pour organiser le PCE dans la clandestinité, où son nom de guerre était «Le Tank». Il devient ainsi le leader du PCE opérant depuis l'intérieur de l'Espagne. Il est resté dans la clandestinité en Espagne durant presque 15 ans, échappant à la police politique de la dictature avant d'être arrêté en avril 1974. Après 27 mois de prison, en juillet 1976, il est libéré à la suite de l'amnistie décrétée par le gouvernement Suárez. Lors des élections générales de 1977 il figure en tant que numéro un sur la liste électorale du PCE pour Huelva, mais n'est pas résulté élu.
Lors du XIIe Congrès du PCE, organisé à Madrid en février 1988, il est nommé membre d'honneur du Comité Central.